# YOU 〜新しい場所〜/花 〜このぼくで生きてゆく〜
「YOU 〜新しい場所〜/花 〜このぼくで生きてゆく〜」（ユー あたらしいばしょ / はな このぼくでいきてゆく）は渡辺美里の楽曲で、2002年4月24日にEPIC・ソニー（現・エピックレコードジャパン）より発売された41枚目のシングル。両A面シングルとなっている。

## 解説
- 「YOU 〜新しい場所〜」は、TBS系[注釈 1]情報バラエティ番組『噂の!東京マガジン』のエンディングテーマとして使用された[2]。
- 男性二人組のミュージシャンで構成されるコブクロの小渕健太郎が作詞・作曲を手掛けている。
- コブクロは2ndアルバム『grapefruits』の中で、タイトルを「新しい場所」と変更して本曲をセルフカバーしている。

## 収録曲
全編曲：有賀啓雄
1. YOU 〜新しい場所〜
作詞・作曲：小渕健太郎
2. 花 〜このぼくで生きてゆく〜 　
作詞：渡辺美里 / 作曲：伊秩弘将

## 収録アルバム
- 『ソレイユ』 ※ YOU 〜新しい場所〜 (#1)
- 『ソレイユ』 ※ 花 〜このぼくで生きてゆく〜 (#8)
- 『25th Anniversary Misato Watanabe Complete Single Collection〜Song is Beautiful〜』 ※ YOU 〜新しい場所〜 (Disc.4 #1)